# Häme
Häme (Tavastland en suédois) est le nom finnois de l'ancienne province de Finlande, connue sous le nom français (désuet) de Tavastie. Aujourd'hui, cette province est partagée entre les provinces contemporaines de Finlande méridionale et de Finlande occidentale. Ses anciennes frontières correspondent à peu près à l'ensemble formé par les régions de Finlande-Centrale, Kanta-Häme et Päijät-Häme.

## Histoire
Les conquérants suédois se heurtent lors de leur deuxième croisade de 1239 à des tribus nombreuses et bien organisées. Les Suédois construisent le château de Tavastehus (Hämeenlinna), premier château à l'intérieur des terres et 3e sur le territoire finlandais (après Turku et Vyborg). Le château perd l'essentiel de son intérêt de gardien de la frontière avant même la fin de sa construction. En effet, en 1323, la signature du traité de Nöteborg repousse en effet la frontière entre la Suède et Novgorod jusqu'au lac Ladoga et à l'Isthme de Carélie, plusieurs centaines de kilomètres à l'est.
Depuis lors, le Häme a toujours occupé une position centrale en Finlande, avec à l'est la Savonie et la Carélie, Uusimaa au sud, l'Ostrobotnie et le Satakunta à l'ouest, et enfin l'Ostrobotnie du Nord et la Laponie au nord.